# Elecciones municipales de 2019 en Parla
Las elecciones municipales de 2019 se celebraron en Parla el domingo 26 de mayo, de acuerdo con el Real Decreto de convocatoria de elecciones locales en España dispuesto el 1 de abril de 2019 y publicado en el Boletín Oficial del Estado el día 2 de abril. Se eligieron los 27 concejales del pleno del Ayuntamiento de Parla.

## Resultados
La candidatura más votada en esta legislatura fue la del Partido Socialista Obrero Español, cuya lista estaba encabezada por Ramón Jurado, la cual obtuvo 9 concejales en el pleno municipal. La candidatura del Partido Popular, encabezada por el alcalde Luis Martínez Hervás, obtuvo el segundo mayor porcentaje de votos, obteniendo 5 concejales (2 menos que en las elecciones de 2015). La candidatura de Unidas Podemos-IU-Otra Parla es Posible con Leticia Sánchez obtuvo 4 concejales al igual que Ciudadanos con Guillermo Alegre también obtuvo 4 concejales. La candidatura de Vox obtuvo 3 concejales y la de MOVER Parla con Beatriz Arceredillo obtuvo 2 concejales.
Los resultados completos se detallan a continuación: 
| Candidatura                                       | Candidatura                                                | Votos                   | %                               | Escaños                         |
| ------------------------------------------------- | ---------------------------------------------------------- | ----------------------- | ------------------------------- | ------------------------------- |
|                                                   | Partido Socialista Obrero Español (PSOE)                   | 13 159                  | 29,01                           | 9                               |
|                                                   | Partido Popular (PP)                                       | 8643                    | 19.05                           | 5                               |
|                                                   | Unidas Podemos-IU-Otra Parla es Posible (Podemos-IU)       | 6746                    | 14,87                           | 4                               |
|                                                   | Ciudadanos-Partido de la Ciudadanía (Cs)                   | 5919                    | 13,05                           | 4                               |
|                                                   | Vox (Vox)                                                  | 4796                    | 10,57                           | 3                               |
|                                                   | Movimiento Organizativo Vecinal En Red Parla (MOVER Parla) | 2912                    | 6,42                            | 2                               |
| Más Madrid Parla (MMP)                            | Más Madrid Parla (MMP)                                     | 2166                    | 4,77                            | 0                               |
| Actúa-La Izquierda Hoy-Los Verdes (PACT-LIH-GMLV) | Actúa-La Izquierda Hoy-Los Verdes (PACT-LIH-GMLV)          | 723                     | 1,59                            | 0                               |
| Votos en blanco                                   | Votos en blanco                                            | 298                     | 0,66                            |                                 |
| Votos válidos                                     | Votos válidos                                              | &&&&&&&&&&&&&&00.&&&&-0 | 100,00                          | 27                              |
| Votos nulos                                       | Votos nulos                                                | 315                     | Participación: \| \| 57,77 % \| | Participación: \| \| 57,77 % \| |
| Votantes                                          | Votantes                                                   | 45 677                  | Participación: \| \| 57,77 % \| | Participación: \| \| 57,77 % \| |
| Electores                                         | Electores                                                  | 79 070                  | Participación: \| \| 57,77 % \| | Participación: \| \| 57,77 % \| |
|                                                   | 57,77 %                                                    |                         |                                 |                                 |

## Concejales electos
Relación de concejales electos:
| N.º | Nombre                           | Lista | Lista       |
| --- | -------------------------------- | ----- | ----------- |
| 1   | Ramón Jurado Rodríguez           |       | PSOE        |
| 2   | Hipólito Luis Martínez Hervás    |       | PP          |
| 3   | Leticia Sánchez Freire           |       | Podemos-IU  |
| 4   | Nerea Ruiz Roso López            |       | PSOE        |
| 5   | Guillermo Alegre Manzano         |       | Cs          |
| 6   | Juan Marcos Manrique López       |       | Vox         |
| 7   | Andrés Correa Barbado            |       | PSOE        |
| 8   | José Manuel Zarzoso Revenga      |       | PP          |
| 9   | Carolina Cordero Núñez           |       | Podemos-IU  |
| 10  | Ana Sánchez Valera               |       | PSOE        |
| 11  | Sabrina García Pereira           |       | Cs          |
| 12  | Beatriz Arceredillo Martín       |       | MOVER Parla |
| 13  | María Jesús Fúnez Chacón         |       | PP          |
| 14  | Francisco Conde Sánchez          |       | PSOE        |
| 15  | Esther Álvarez Sánchez           |       | Vox         |
| 16  | Javier Rodríguez Ramírez         |       | Podemos-IU  |
| 17  | Gema García Torres               |       | PSOE        |
| 18  | Marta Varón Crespo               |       | PP          |
| 19  | Sergio Leal Cervantes            |       | Cs          |
| 20  | Francisco Javier Velaz Domínguez |       | PSOE        |
| 21  | Francisco Javier Molina Lucero   |       | PP          |
| 22  | José Manuel del Cerro García     |       | Podemos-IU  |
| 23  | María Curiel Sánchez             |       | PSOE        |
| 24  | Ana González Martínez            |       | Vox         |
| 25  | Gema Rodríguez Galán             |       | Cs          |
| 26  | Bruno Garrido Pascual            |       | PSOE        |
| 27  | Pedro José Andrino Calvo         |       | MOVER Parla |

## Acontecimientos posteriores
Investidura del alcalde
En la votación de investidura celebrada en Parla en 2019, Ramon Jurado candidato del Psoe es nombrado alcalde de Parla, con el apoyo de unidad podemos y la abstención de Mover Parla.
|               |                                                     |                                                                      | |  |
| Representante |                                                     |                                                                      | |  |
| Cargo         | Atribuciones de áreas de las diferentes concejalías |                                                                      | |  |
|               | Ramón Jurado Rodríguez                              | Alcalde (PSOE)                                                       | Presidente                                                                                          |  |
|               | Andrés Correa Barbado                               | Primer teniente de Alcalde (PSOE)                                    | Concejal delegado de:1. Economía y Hacienda 2. Nuevas Tecnologías 3. Recursos Humanos               |  |
|               | Leticia Sánchez Freire                              | Segunda teniente de Alcalde (Unidas Podemos-IU)                      | Concejal delegado de:1. Igualdad de derechos e inclusión. 2. Vivienda 3. Educación                  |  |
|               | Ana Sánchez Valera                                  | Tercera teniente de Alcalde y portavoz del Gobierno municipal (PSOE) | Concejal delegado de:1. Presidencia 2. Comunicación 3. Concejala secretaria de la Junta de Gobierno |  |
|               | Carolina Cordero Núñez                              | Cuarta teniente de Alcalde (Unidad Podemos-IU)                       | Concejal delegado de:1. Participación ciudadana 2. Infancia y Adolescencia 3. Medio Ambiente        |  |
|               | Francisco Conde Sánchez                             | Concejal ordinario                                                   | Concejal delegado de:1. de Seguridad Ciudadana y Movilidad                                          |  |
|               | Gema García Torres                                  | Concejal ordinario                                                   | Concejal delegado de:1. Cultura 2. Empleo 3. Inmigración e interculturalidad                        |  |
|               | Francisco Javier Velaz Domínguez                    | Concejal ordinario                                                   | Concejal delegado de:1. Obras 2. Mantenimiento y Limpieza                                           |  |
|               | María Curiel Sánchez                                | Concejal ordinario                                                   | Concejal delegado de:1. ienestar Social 2. Salud, Sanidad y Mayores                                 |  |
|               | Bruno Garrido Pascual                               | Concejal ordinario                                                   | Concejal delegado de:1. Urbanismo 2. Actividades y 3. Diversidad funcional                          |  |